# Bakir-beg Tuzlić
Bakir-beg Tuzlić (Tuzla, 1872. – Tuzla, 1910.), bosanskohercegovački veleposjednik i političar.

## Životopis
Bakir-beg Tuzlić je sin Mehmed-bega Tuzlića. Bakir-beg i njegova polusestra naslijedili su oca Mehmed-bega. Bakir-beg se školovao u Istanbulu i Beču. Govorio je turski, arapski i njemački jezik. U njegovu veleposjedu bilo je lijepo urađeno poljoprivredno dobro od 9000 dunuma s pratećim objektima. Obnašao je dužnost dopredsjednik prve bošnjačke stranke MNO (Muslimanska narodna organizacija). Imao je četiri kćeri: Rašidu, Lebibu, Šemsu i Faketu. Faketa je bila u neuspjelom braku sa Sead-begom Kulovićem i poslije se udala u Banjaluku.   Tahira-hanuma Tuzlić se udala za Bećir-bega Gradaščevića. Poznata je po tome što je othranila Osman ef. Vilovića (budući gradonačelnik) koji je rano ostao bez roditelja. U razdoblju između 1870. i 1875. godine sagrađen je Bakir-begov konak.
Prema narodnoj predaji iz velikog poštovanja narod je odmah poslije smrti Hasana Kaimije Zrinovića podigao mu malo turbe s desnu stranu puta Zvornik – Kula Grad. Proširio ga je Šemsi-beg Tuzlić, a Bakir-beg je dao izvesti dodatne radove na krovu.
Bakir-beg Tuzlić je umro 1910. godine.

## Vanjske povezice
- Tuzlići